# マディソン郡 (インディアナ州)

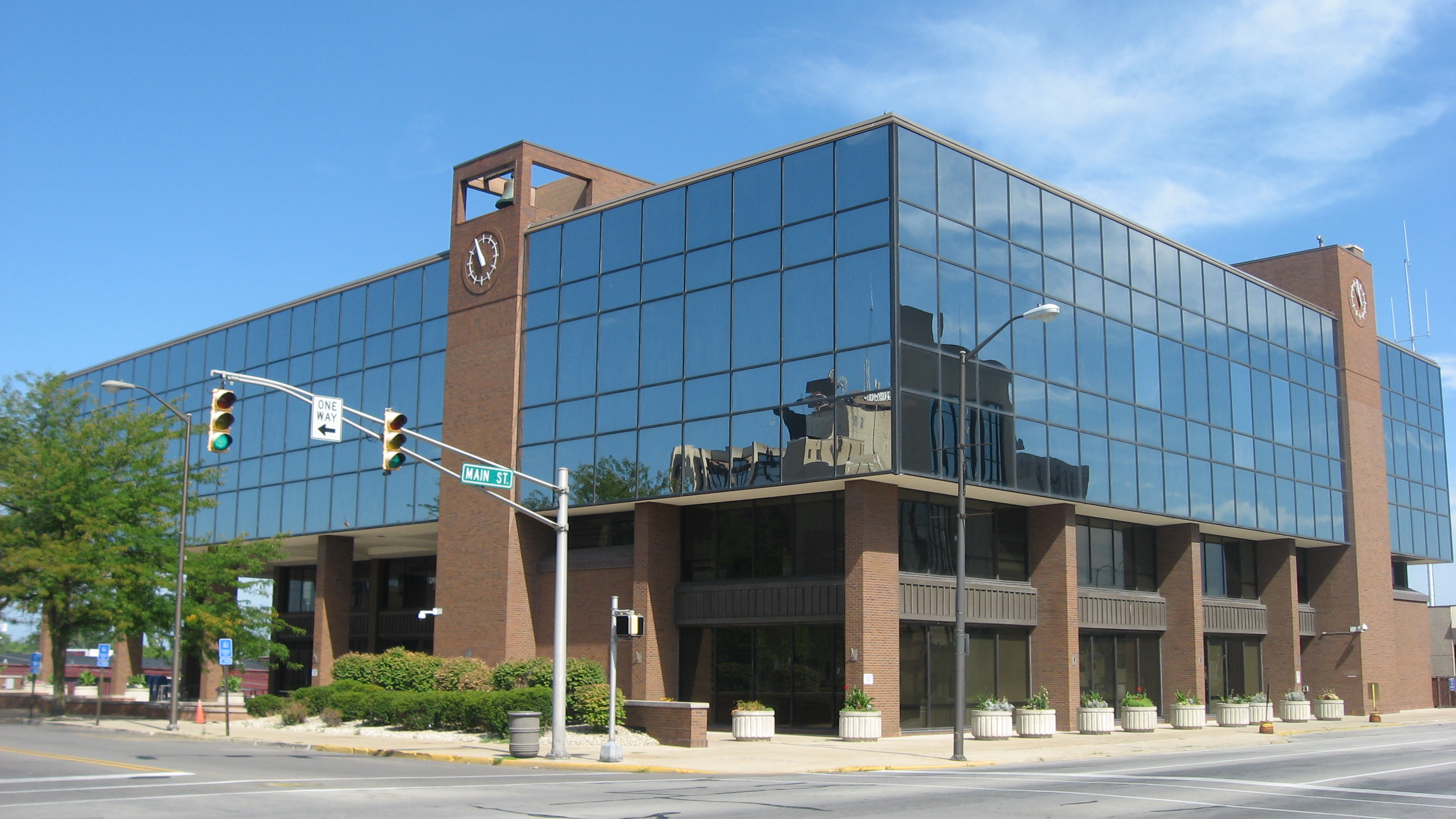
アンダーソンにあるマディソン郡庁舎

マディソン郡（Madison County） は、アメリカ合衆国インディアナ州にある郡。人口は13万0129人（2020年）。郡庁所在地はアンダーソンである。

## 歴史
マディソン郡は1823年に設立された。この郡はザ・フェデラリストの共同著者であり、1809年から1817年まで第4代アメリカ合衆国大統領だったジェームズ・マディソンの名を取って命名された。

## 地理
アメリカ合衆国統計局によると、この郡は総面積1,173 km2 (453 mi2) である。このうち1,171 km2 (452 mi2) が陸地で2 km2 (1 mi2) が水地域である。総面積の0.17%が水地域となっている。

### 隣接する郡
- グラント郡  (北)
- デラウェア郡  (東)
- ヘンリー郡  (南東)
- ハンコック郡  (南)
- ハミルトン郡 (西)
- ティプトン郡 (北西)

## 人口動勢
2000年国勢調査で、この郡は人口133,358人、53,052世帯、及び36,234家族が暮らしている。人口密度は114/km2 (295/mi2) である。49/km2 (126/mi2) の平均的な密度に56,939軒の住居が建っている。この郡の人種的構成は白人89.90%、アフリカン・アメリカン7.88%、先住民0.23%、アジア0.35%、太平洋諸島系0.02%、その他の人種0.60%、及び混血1.01%である。人口の1.49%がヒスパニックまたはラテン系である。
この郡内の住民は23.80%が18歳未満の未成年、18歳以上24歳以下が9.10%、25歳以上44歳以下が28.30%、45歳以上64歳以下が23.90%、及び65歳以上が14.90%にわたっている。中央値年齢は37歳である。女性100人ごとに対して男性は97.10人である。18歳以上の女性100人ごとに対して男性は94.40人である。
この郡の世帯ごとの平均的な収入は38,925米ドルであり、家族ごとの平均的な収入は46,663米ドルである。男性は35,585米ドルに対して女性は23,719米ドルの平均的な収入がある。この郡の一人当たりの収入 (per capita income) は20,090米ドルである。人口の9.30%及び家族の7.00%は貧困線以下である。全人口のうち18歳未満の12.90%及び65歳以上の6.10%は貧困線以下の生活を送っている。

## 都市及び町
- アンダーソン (Anderson)
- カントリークラブハイツ (Country Club Heights)
- エッジウッド (Edgewood)
- エルウッド (Elwood)
- フランクトン (Frankton)
- ペンドルトン (Pendleton)
- リバーフォレスト (River Forest)
- ウッドローンハイツ (Woodlawn Heights)
- Alexandria
- Ingalls
- Lapel
- Markleville
- Orestes
- Summitville